# 块茎山萮菜
块茎山萮菜（学名：Eutrema wasabi）也称山葵，为十字花科山萮菜属下的一个种。原产中国和日本。中国西北及西南地区有大量野生资源。块茎山萮菜的生长发育对环境条件要求非常严格，喜阴凉多湿的气候条件，适宜生长的温度范围为8-18℃，最适宜的温度为12-18℃。
块茎山萮菜在日本及东南亚，是鲜食生鱼片等海鲜时不可缺少的高级调味品，其也被广泛用于食品加工。